# Биографија
Биографија (грч. bios - живот, grafo - писати) или животопис је књижевни жанр који описује живот неке истакнуте личности, стварне или измишљене. Кад би биографија само наводила места и датуме рођења и смрти, школовања, пословне и породичне догађаје, био би то животопис, али биографије задиру дубље, пишу о људским мотивима, врлинама и манама, проблемима и како су се људи носили са њима, осећајима. Тако нечија биографија може бити драма, а може бити и комедија, може бити поучна, а ако је сувопарна и превише личи на животопис - досадна.

## Опште одлике
Циљ биографије је да целовито прикаже живот изабране особе, да одгонетне и дочара њен карактер, да успостави временски след догађаја и активности у које је особа била укључена, као и да ослика друштвене прилике које су окруживале њен живот.
Биографија није само реконструкција чињеница везаних за живот личности о којој се говори, као што су порекло, рођење, образовање, каријера, односи са другим људима и смрт. Она у исто време треба да изнете чињенице кохерентно образложи, због чега поседује извесна обележја приповести.
За разлику од аутобиографије која оставља могућност да се тачност њених навода доведе у питање и за разлику од биографског романа који стварно допуњава измишљеним, биографија претпоставља истинитост приказаних догађаја, чија је веродостојност проверљива.
Биограф користи сву расположиву грађу: мемоаре, дневнике, писма, аутобиографије, белешке, записе, архивску грађу, сећања савременика, друге књиге, фотографије и слике.
Биографија није само реконструкција чињеница везаних за живот личности о којој се говори, као што су порекло, рођење, образовање, каријера, односи са другим људима и смрт. Она у исто време треба да изнете чињенице кохерентно образложи, због чега поседује извесна обележја приповести.
За разлику од аутобиографије која оставља могућност да се тачност њених навода доведе у питање и за разлику од биографског романа који стварно допуњава измишљеним, биографија претпоставља истинитост приказаних догађаја, чија је веродостојност проверљива.
Биограф користи сву расположиву грађу: мемоаре, дневнике, писма, аутобиографије, белешке, записе, архивску грађу, сећања савременика, друге књиге, фотографије и слике.

## Историјски развој
Иако позната још од антике, биографија постаје популарна и широко распрострањена тек у 17. веку. Пре него што се развила у самостални књижевни жанр, јављала се у оквиру других жанрова, као што су епови и саге. То су биле биографије владара и хероја. Првим биографијама можемо назвати приче из Асирије, Вавилона и Египта, на пример делови сумерско-вавилонског епа о Гилгамешу. У антици су их писали историчари, а из тог периода датира и разграничење биографије од историје, што је учинио Плутарх.
Током средњег века развијају се посебни облици биографије - хагиографија и житије. Иако преузимају постојеће формалне облике биографије, њихово религиозно полазиште и обредна функција разликују их од античких.
Са ренесансом предмет интересовања биографа шири се са владара и хероја на уметнике и научнике. Популаризација и богаћење тематског фонда започетог у ренесанси наставља се и у каснијим вековима, да би у 20. веку објављивање биографија постало једна од најпродуктивнијих грана издаваштва. Упоредо са развојем овог жанра мењала се и његова намена: од документарно-историјске и дидактичке, публицистичке и популаризаторски, до паралитерарне и чисто литерарне сврхе.
Науци о књижевности биографија постаје посебно занимљива у 19. веку, када се развија биографски метод, који подлогу за тумачење књижевних дела налази у подацима из пишчевог јавног и приватног живота. Велики број књижевних школа током 20. века одрицало је значај биографије за проучавање дела, али постмодерни романи често користе жанровске одлике биографије да би предоченим исказима обезбедили статус истинитости и да би проблематизовали однос фикције и стварности у књижевном делу. Таквим писцима биографија је средство, а не циљ.

### Појава жанра
Прва модерна биографија, и дело које је извршило значајан утицај на еволуцију жанра, био је Џејмс Босвелов Живот Семјуела Џонсона, биографија лексикографа и књижевника Семјуела Џонсона објављена 1791.
Док је Босвелово лично упознавање са његовом темом почело тек 1763. године, када је Џонсон имао 54 године, Босвел је додатним истраживањима покрио цео Џонсонов живот. Само по себи важна фаза у развоју модерног жанра биографије, тврди се да је то највећа биографија написана на енглеском језику. Босвелов рад био је јединствен по свом нивоу истраживања, који је укључивао архивску студију, исказе очевидаца и интервјуе, робустан и атрактиван наратив, и његов искрени приказ свих аспеката Џонсоновог живота и карактера – формула која служи као основа биографских књижевност до данас.
Биографско писање је углавном стагнирало током 19. века – у многим случајевима дошло је до преокрета ка познатијем хагиографском методу хвалоспева мртвих, сличном биографијама светаца насталим у средњем веку. Разлика између масовне биографије и књижевне биографије почела је да се формира средином века, одражавајући раскол између високе културе и културе средње класе. Међутим, број штампаних биографија је брзо растао захваљујући све већој читалачкој публици. Ова револуција у издаваштву учинила је књиге доступним широј читалачкој публици. Поред тога, по први пут су објављена приступачна издања популарних биографија у меким повезима. Периодика је почела да објављује низ биографских скечева.
Аутобиографије су постале популарније, јер су са порастом образовања и јефтином штампањем, почели да се развијају модерни концепти славе и славне личности. Аутобиографије су писали аутори, као што су Чарлс Дикенс (који је укључио аутобиографске елементе у своје романе) и Ентони Тролоп (његова аутобиографија се појавила постхумно, брзо је постала бестселер у Лондону), филозофи, као што су Џон Стјуарт Мил, црквењаци – Џон Хенри Њумен, и забављачи – Ф. Т. Барнум.

### Модерна биографија
Науке психологије и социологије биле су у успону на прелазу из 20. века и имале су велики утицај на биографије новог века. Пропаст теорије историје „великог човека“ била је индикација настајања другачијег начина размишљања. Људско понашање би се објаснило кроз дарвинистичке теорије. „Социолошке“ биографије су схватале поступке својих субјеката као резултат окружења и тежиле су умањивању индивидуалности. Развој психоанализе довео је до продорнијег и свеобухватнијег разумевања биографске теме и подстакао је биографе да дају већи нагласак на детињство и адолесценцију. Јасно је да су ове психолошке идеје мењале начин на који су биографије писане, како се развијала култура аутобиографије, у којој је причање сопствене приче постало облик терапије. Конвенционални концепт хероја и наратива успеха нестао је у опседнутости психолошким истраживањима личности.
Британски критичар Литон Стречи је произвео револуцију у уметности биографског писања својим делом Еминентни викторијанци из 1918. године, које се састоји од биографија четири водеће личности из викторијанског доба: кардинала Менинга, Флоренс Најтингел, Томаса Арнолда и генерала Гордона. Стречи је кренуо да удахне живот викторијанском добу како би га читале будуће генерације. Све до ове тачке, као што је Стречи приметио у предговору, викторијанске биографије су биле „познате као кортеж погребника“ и носиле су исти призвук „спорог, погребног варварства“. Стречи је пркосио традицији „два дебела тома ... несварених маса материјала“ и усредсредио се на четири иконске фигуре. Његов наратив је рушио митове који су се изградили око ових цењених националних хероја, за које је он сматрао да нису ништа бољи од „скупа побркано усменог лицемерја“. Књига је стекла светску славу због свог одсуства поштовања и духовитог стила, своје сажете и чињенично тачне природе и уметничке прозе.

## Пут к објективности
Биографије старих Грка и Римљана ( ПлутарховиУпоредни животи), те биографије светаца из средњег века говоре о особама за које се зна да су постојале, те више не личе на приче о краљевима, него се већ неки ликови прате од рођења до смрти, знано је више података о особама које се описује, па биографије више сличе данашњим биографијама.

## Данашње биографије
Данас се пишу биографије људи који су на било који начин занимљиви јавности, те тиме поседују комерцијални потенцијал. Пример су биографије глумаца (Мерилин Монро, Џон Вејна), политичара ( Била Клинтона) или спортиста ( Мајкла Џордана).